# Драгия Делиделвов
Драгия Г. Делиделвов е български учител, чиновник, общественик и благодетел.

## Биография
Роден е на 23 ноември 1863 г. в Копривщица. През 1884 г. завършва Класическата гимназия в София. Работи като учител, а след това е директор на четвъртокласното училище в Копривщица. През 1887 г. заминава за Гент, Белгия, учи педагогика и защитава докторат по философия, латинска и гръцка литература в Гентския университет. След завръщането си в България, в периода 1891 – 1894 г., е учител в мъжката гимназия в Пловдив. През 1894 – 1896 г. учителства в Солунската българска мъжка гимназия, а от 1896 до 1900 г. в София. През 1900/1901 г. е директор на Пловдивската мъжка гимназия. В периода 1901 – 1907 г. работи като главен инспектор в Министерство на народното просвещение. Той е главен училищен инспектор и началник на училищния отдел при Българската екзархия в Цариград (1907 – 1913) и главен секретар на Министерство на народното просвещение (1918 – 1920). Председател е на пенсионното дружество „Старини“ и почетен председател на Копривщенската дружба в София. През 1926 г. в Юбилеен сборник по миналото на Копривщица е публикувана статията му „Бележки за историята на Копривщица“, Умира на 22 май 1928 г. в София.
На 24 май 1920 г. завещава на Министерство на народното просвещение триетажната си къща на ул. „Струмица“ № 2 в София. С отдаването ѝ под наем да се използва за стипендия на младеж, чиито родители са от Копривщица и успешно да се представи на конкурсен изпит, а след завършването си да се завърне в България и да спомогне за усъвършенстването на земеделието, индустрията или търговията. Министерството започва да отдава имота под наем на 11 септември 1942 г., тъй като тогава умира последната му сестра. С натрупания капитал са закупени акции от Заема на свободата през 1945 г. и никога не е използван по волята на Драгия Делиделвов.